# Emil Dettwiler
Emil Dettwiler (* 9. März 1865 in Bretzwil; † 24. August 1932 in Basel) war ein Schweizer Baumeister und Architekt, der in Basel lebte und vorwiegend in der Nordwestschweiz tätig war.

## Bauten und Projekte
Dettwiler arbeitete meist als Einzelunternehmer. Für wenige Jahre sind verschiedene Firmenpartner nachgewiesen; Adressbücher der Stadt Basel führen die Einträge Gschwind, Dettwiler & Cie. (1906), Dettwiler & Noth (1913) sowie Dettwiler & Schöni (1925).
Das wichtigste und zugleich umfangreichste Bauprojekt von Dettwiler war die Gartenstadt Münchenstein im Kanton Basel-Landschaft, für die er 1912 den Gesamtbebauungsplan sowie bis 1914/15 die Entwürfe für rund ein Dutzend Reihenhäuser lieferte. Über diese 300 Wohnhäuser umfassende Grosssiedlung im Heimatstil veröffentlichte er ebenfalls 1912 eine umfangreiche Publikation mit zahlreichen Plänen, Ansichten und Grundrissen (s. u.). Bis mindestens 1914 war Dettwiler Vizepräsident der Gartenstadt-Bau-Genossenschaft Basel und Umgebung, die das Gartenstadt-Projekt initiiert hatte. Nach seinem Rückzug aus diesem Vorhaben, das unvollendet blieb, folgten in den 1920er Jahren vorwiegend private Wohnhausbauten in Basel und Umgebung, so in Reinach BL und Oberwil BL. Überregional bekannt ist das nach Dettwilers Plänen gestaltete Restaurant Bruderholz, heute Stucki, im Wohngebiet Bruderholz, Bruderholzallee 42 in Basel, das 1924 eröffnet wurde.